# 精河県
精河県（せいが-けん、モンゴル語：ᠵᠢᠩ
ᠰᠢᠶᠠᠨ　転写：Jing siyan）は、中華人民共和国新疆ウイグル自治区ボルタラ・モンゴル自治州に位置する県。

## 行政区画
4鎮、1郷を管轄：
- 鎮：精河鎮、大河沿子鎮、トリ鎮（託里鎮）、トドグ鎮（托托鎮）
- 郷：マンダンブラク郷（茫丁郷）
- 八十三団、九十一団
- 阿合其農場、八家戸農場